# Zvedá se vítr (film, 2013)
Zvedá se vítr (japonsky 風立ちぬ, Kaze tačinu) je japonské animované filmové drama s historickým námětem Hajaa Mijazakiho z roku 2013. Mijazaki napsal scénář a film režíroval, animaci vytvořilo Studio Ghibli. Japonská premiéra proběhla 20. července 2013, v Evropě byl poprvé promítán na filmovém festivalu v Benátkách, do kin šel 22. ledna ve Francii a 21. února 2014 ve Spojených státech.
Zvedá se vítr je fiktivní biografie japonského leteckého konstruktéra Džiróa Horikošiho, který navrhl stíhací letouny Micubiši A5M a Micubiši A6M (Zero) nasazené během druhé světové války. Film je adaptací Mijazakiho stejnojmenné mangy, která je kromě Horikošiho života volně inspirována také novelou Kaze tačinu japonského spisovatele Tacua Horiho z roku 1937. Tento film měl být posledním, který Mijazaki režíroval. Toto rozhodnutí si však rozmyslel a v roce 2017 oznámil, že pracuje na dalším filmu. Zvedá se vítr byl v premiérovém roce v Japonsku nejvýdělečnějším filmem. Snímek byl nominován na řadu ocenění (například Oscar za nejlepší celovečerní animovaný film, Zlatý glóbus za nejlepší cizojazyčný film) a několik jich vyhrál (například cenu japonské filmové akademie za nejlepší animovaný film).

## Příběh
Na konci první světové války se jako dítě touží Džiró stát pilotem, což mu jeho krátkozrakost nedovolí. V zahraničním časopise si přečte o italském leteckém konstruktérovi Giovanni Capronim, se kterým se začne setkávat ve fantaskních snech. V tom prvním mu Caproni sdělí, že sám nikdy letadlo nepilotoval, protože preferuje letadla navrhovat a stavět pro jejich krásu.
V roce 1923 Džiró cestuje do Tokia, kde studuje na univerzitě obor letecké inženýrství. Ve vlaku se seznámí s dívkou jménem Naoko a její služebnou. Během této cesty udeří silné zemětřesení a služebná si zlomí nohu. Džiró služebné a Naoko pomůže dostat se domů do požáry zachváceného Tokia a sám se vrací do hořící školy aniž by na sebe zanechal kontakt.
V roce 1927 Džiró dokončí studia a se svým spolužákem a přítelem (Kiró Hondžó) nastoupí do letecké továrny Micubiši v Nagoji. Pracují pod panem Kurokawou na projektu 1MF9 pro císařskou armádu. Během testovacího letu se letadlo rozpadne a armáda návrh odmítne. Kvůli zaostalosti japonského letectví jsou Džiró a Kiró v roce 1929 posláni na pracovní cestu do Německa, aby získali technologické know-how a licenci na produkci letounu Junkers G 38. Němci (s výjimkou Hugo Junkerse) jsou k japonským inženýrům nevlídní a při procházce v Dessau jsou Džiró a Kiró svědky antisemitského útoku. V jednom z dalších snů Caproni řekl, že navzdory ničivému využití letadel, svět je na tom díky jejich kráse lépe.

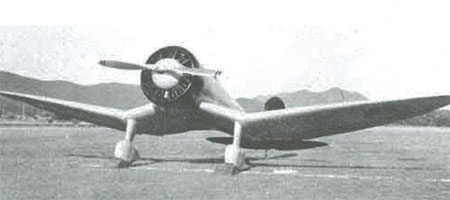
Prototyp stíhacího letounu Micubiši A5M vyrobený v roce 1935

O pět let později je Džiró povýšen na vedoucího konstruktéra projektu 1MF10 pro císařské námořnictvo. Ani tento letoun neprojde testem v roce 1933 a je odmítnut. Zklamán, Džiró odjede odpočívat do hotelu v letovisku ve městě Karuizawa. Tam znovu potkal Naoko, se kterou začal trávit čas. Jedním z hostů ubytovaných v hotelu je Němec Castorp, který se svěří Džiróvi se svým kritickým pohledem k Hitlerovu režimu a japonskému imperialismu a varuje jej před další návštěvou Dessau, protože Junkers je s nacisty ve při. Podle něj je letovisko dobrým místem k zapomenutí špatných věcí, čímž odkazuje na román Kouzelný vrch Thomase Manna. Předpovídá, že Německo půjde do války a že je třeba ho zastavit. Castorp z hotelu ujíždí ve spěchu před tajnou policií. Džiró se zasnoubí s Naoko, která se léčí s tuberkulózou a chce se svatbou počkat, až jí bude lépe.
Zpět v Nagoji si do továrny Micubiši pro Džira přijde tajná policie ve spojení s Castorpem. Jeho nadřízený Kurokawa ho zapřel, začal ho krýt a nechal k sobě nastěhovat. Naoko po plicním krvácení odchází nabrat síly do horského sanatoria, ale nemůže snést samotu a odjíždí do Nagoji za Džirem. Kurokawa ji nechá u sebe bydlet a pár s manželkou oddají. Džiróva mladší sestra Kajo, která je doktorkou ho varuje, že zdravotní stav Naoko je horší, než vypadá a že jejich manželství skončí tragicky. O něco později Džiró dokončil práci na prototypu A5M a odjíždí na několik dní na závěrečné letecké testy. Naoko cítí, že brzy zemře a proto zanechá dopisy na rozloučenou a vrátí se do sanatoria. Podle paní Kurokawové proto, aby si ji Džiró pamatoval takovou, jaká byla dřív. Během úspěšného testu ucítí Džiró poryv větru a uvědomí si, že Naoko zemřela.
V létě 1945 je Japonsko poraženo a zdevastováno nálety. Džiró se naposledy setkává s Capronim a vyjadřuje lítost nad tím, že jím navržená letadla byla použita ve válce. Caproni odvětí, že jeho snem vždy bylo stavět krásná letadla a to se mu vyplnilo. Ve snu se objeví Naoko a poví svému manželovi, že i bez ní musí žít dál.

## Produkce

### Vývoj
Film Zvedá se vítr byl režírován Hajaem Mijazakim, jehož předchozí dílo zahrnuje filmy jako Můj soused Totoro, Princezna Mononoke nebo Cesta do fantazie. Byl to první film, který Mijazaki režíroval sám od roku 2008 (Ponyo z útesu nad mořem). Název filmu pochází z básně Hřbitov u moře Paula Valéryho – « Le vent se lève!… Il faut tenter de vivre! » (česky volně „Zvedá se vítr!… Musíme se pokusit žít!“)
Mijazakiho práce na příběhu o životě Džíró Horikošiho započala v roce 2008. Mezi dubnem 2009 a lednem 2010 vycházela v magazínu Model Graphix jeho manga s názvem Kaze tačinu podle románu Tacua Horiho z roku 1937. Děj mangy proplétá Horikošiho vývoj letadel do roku 1935 (první let stíhačky Micubiši A5M) s jeho fiktivními setkáními s italským leteckým inženýrem Capronim a vztahem s Naoko Satomi. Postava Naoko vychází z románu Kaze tačinu a je založená na Horiho čase stráveném se snoubenkou Ajako Jano, která zemřela na tuberkulózu. Jméno Naoko Satomi pochází z další Horiho novely, Naoko. Ve filmu se objevují odkazy na román Kouzelný vrch Thomase Manna s podobným tématem a Džiró v dopise pro Naoko pojmenoval Němce, se kterým se setkali, „Pan Castorp“ podle románové postavy. Znázornění této postavy je karikaturou Stephena Alperta, který působil do roku 2011 jako výkonný ředitel mezinárodní divize Studia Ghibli a který byl důležitou součástí jejich zahraničního úspěchu. Byl proto požádán, aby postavu namluvil.
Původně chtěl Mijazaki natočit jako svůj další film pokračování Ponyo z útesu nad mořem ale producent a jeho dlouholetý spolupracovník Tošio Suzuki mu navrhl zfilmovat mangu Kaze tačinu. Mijazaki nejdříve odmítl a namítal, že téma tohoto díla, jehož tvorba byla spíše koníčkem, není vhodné pro běžné publikum celovečerních filmů Studia Ghibli – děti. Později ale změnil názor, když jeden z jeho kolegů argumentoval, že „dětem by mělo být umožněno přijít do kontaktu s náměty, které jsou jim cizí.“ Mijazaki byl motivován film natočit po přečtení Horikošiho citátu: „Nechtěl jsem nic, než stvořit něco krásného.“

### Hudba
Hudbu k filmu složil a dirigoval Joe Hisaiši. Nahrána byla Tokijským orchestrem Jomiuri Nippon Kókjó Gakudan. Jednou z písní ve filmu je Hikóki-gumo z roku 1973 od písničkářky Jumi Macutojové, která se Studiem Ghibli spolupracovala na hudbě pro film Doručovací služba čarodějky Kiki. Tošio Suzuki doporučil Mijazakimu Hikóki-gumo v prosinci 2012, protože píseň vypráví podobný příběh jako Zvedá se vítr. Píseň, kterou Castorp hraje na piáno a ostatní doprovází zpěvem v němčině, je Das gibt's nur einmal Wernera Richarda Heymanna, která vznikla pro filmový muzikál Kongres tančí (Der Kongreß tanzt) vydaný v roce 1931. Filmový soundtrack obsahující 32 skladeb vydala v Japonsku společnost Tokuma 17. července 2013.

## Vydání
Zvedá se vítr měl vyjít v létě 2013 společně s filmem Příběh o princezně Kaguje Isaa Takahaty. Jeho dokončení se však protáhlo a byl promítán až na podzim kdežto Zvedá se vítr měl japonskou premiéru podle plánu 20. července. Naposledy byly dva filmy Studia Ghibli od různých režisérů vydány souběžně v roce 1988 – Můj přítel Totoro (Mijazaki) a Hrob světlušek (Takahata). Film byl soutěžně promítán na 70. Benátském mezinárodním filmovém festivalu na přelomu srpna a září 2013. Festivalovou premiéru v Severní Americe měl na Torontském mezinárodním filmovém festivalu v září. Do kin šel 22. ledna ve Francii a 21. února 2014 ve Spojených státech. Film byl zamýšlen jako poslední v Mijazakiho režii, v roce 2017 však oznámil, že tím skutečně posledním bude Chlapec a volavka, který byl uveden v červenci 2023. I po jeho vydání začal pracovat na dalším filmu.

## Přijetí

### Tržby
Film vydělal v Japonsku 11,6 miliardy jenů (přes 2 miliardy korun), čímž se stal nejvýdělečnějším filmem roku.

### Kritika
Zvedá se vítr měl pozitivní kritický ohlas. Agregátor filmových recenzí Rotten Tomatoes bral v potaz 179 recenzí z nichž 88 % bylo pozitivních s průměrným skóre téměř 7,9 z 10. Podle obdobného webu Metacritic je film ohodnocen 83 ze 100 na základě 41 recenzí.

### Kontroverze
V Japonsku film sklidil kritiku od pravicových politických aktivistů a internetových uživatelů kvůli protinacionalistickým motivům a od společnosti pro kontrolu tabáku, protože film často zobrazuje kouření. Souběžně s filmem Mijazaki vydal esej kritizující záměr konzervativní strany LDP změnit japonskou ústavu tak, aby umožňovala remilitarizaci. V rozhovoru pro deník Asahi šimbun uvedl, že jeho pocity o druhé světové válce jsou velmi složité, protože jako pacifista vidí činy militaristického Japonska jako hloupou nadutost. Na druhou stranu považuje Micubiši A6M Zero za „jednu z mála věcí, na které můžou být Japonci pyšní.“

### Ocenění a nominace
Film Zvedá se vítr získal 13 ocenění pro nejlepší celovečerní animovaný film a celkem 54 nominací v různých kategoriích, včetně jedné nominace na Oscara (za celovečerní animovaný film). Mijazaki vyhrál cenu Annie v kategorii scénář v celovečerní produkci. Joe Hisaiši obdržel za filmovou hudbu cenu japonské akademie.